# David Korherr
David Korherr (* 24. Juni 2002) ist ein österreichischer Fußballspieler.

## Karriere
Korherr begann seine Karriere beim TuS Greinbach. Zur Saison 2018/19 wechselte er zu den Amateuren von Bundesligist TSV Hartberg. Für diese kam er zu drei Einsätzen in der fünftklassigen Oberliga. Zur Saison 2019/20 kehrte er nach Greinbach zurück. Dort kam er in drei Jahren zu 38 Einsätzen in der sechstklassigen Unterliga, in denen er 27 Tore erzielte.
Zur Saison 2022/23 wechselte Korherr ins Burgenland zum viertklassigen SC Pinkafeld. In Pinkafeld zeigte er in der Saison 2022/23 mit 29 Treffern in 30 Partien in der Burgenlandliga auf, womit er die Spielzeit hinter Thomas Herrklotz (31 Tore) als zweitbester Torschütze der Liga beendete. In der Saison 2023/24 traf er 16 Mal in 29 Einsätzen. Zur Saison 2024/25 kehrte der Angreifer nach Hartberg zurück. Dort kam er erneut für die Amateure zum Einsatz, die mittlerweile in der Landesliga spielten. Ab Jänner 2025 zählte er zudem zum Profikader der Steirer, für die er aber in jener Spielzeit noch nicht zum Zug kam. Für Hartberg II erzielte er in der Saison 2024/25 16 Tore in 28 Landesligaeinsätzen.
Im August 2025 gab Korherr schließlich sein Profidebüt in der Bundesliga, als er am ersten Spieltag der Saison 2025/26 gegen die WSG Tirol in der 84. Minute für Elias Havel eingewechselt wurde.